# 2020 SO

Animation av asteroidens beräknade bana när den passerar jorden.

2020 SO är ett Jordnära objekt som upptäcktes den 17 september 2020 av Pan-STARRS 1 vid Haleakala-observatoriet.
Den tillhör asteroidgruppen Amor.
På grund av sin omloppsbana kommer objektet, under några månader gå i omloppsbana runt jorden. Den 1 december 2020 passera objektet jorden på ett avstånd av ungefär 50 000 kilometer.
Objektets omloppsbana i förhållande till jorden och objektets storlek gör också att astronomer misstänker att den inte är en asteroid, utan rester av den raket som 1966 sköt upp rymdsonden Surveyor 2.
Efter observationer gjorda den 1 december 2020, kunde man bekfäfta att objektet är rester av den raket som 1966 sköt upp rymdsonden Surveyor 2.